# 주진학
주진학(朱塡學, 1987년 6월 9일~)은 대한민국의 前축구선수이다. 현역시절 수원 FC, 포르투갈 CD MAFRA 및 타이 리그 1 치앙마이 FC에서 선수 생활을 했다.

## 생애

### 학창시절
주진학은 김해외동초등학교 시절부터 축구를 했고, 개성고등학교 축구부 감독의 스카웃 제의로 해동중학교에 입학했다. 당시 경상남도에서 부산으로의 전학을 막았기 때문에, 6학년 졸업 즈음 부득이하게 일반학생 신분으로 영도에 소재한 중리초등학교로 전학을 갔다가 해동중으로 입학했다.
중학교 1학년때 부터 경기에 출전하였으나, 신입생이 경기애 뛴다는 학부모들의 반발로 감독이 경질되었고, 주진학은 다시 2학년때 경상남도 김해중학교로 전학하게 되었다. 그리고 3학년때 경상남도축구협회 축구인의밤 우수선수상 받기도 했다.
중학교 졸업후에는 개성고등학교에 입학하여 1학년때부터 주전생활을 했고, 1학년때 경기도 전국대회 나가서 당시 수원시청 축구단 김창겸 감독의 스카웃 제의를 받기도 했다. 고등학교 3학년 때는 이름있는 대학들의 스카웃 제의가 있었으나, 모두 뿌리치고 2007년 20살의 나이로 수원시청 축구단에 입단하였다.

### 수원 FC(수원시청 축구단)
주진학은 20살 입단으로 당시 팀내 막내였다. 연세대, 고려대, 한양대, 경희대, 아주대 등의 대학 졸업생들과 동기였고, 그 위로 나이 많은 전 프로선수들이 있었기 때문에 여러가지로 선수경력에 도움을 받았다.
2007년부터 2011년 까지 1년씩 계약해서 선수생활 했고, 수원시청에서 키우는 유스로서 수원시청 2007 무패우승 전관왕 우승 멤버로 활약했다. 그 외에도 다수 우승을 했고, 2008년 겨울 시즌을 마친 뒤에는 구단에서 포르투칼 CD MAFRA에서 임대 신분으로 경험을 쌓도록 보냈다. 당시 CD MAFRA의 감독(Filipe Ramos)으로부터 계약 제의를 받았으나 나이가 어리고 영어가 되지 않아서 거절을 했고, 그 뒤로도 많은 스카우터들이 경기를 확인하러 왔으나 언어의 문제로 답답한 상황이 이어졌다.

### 타이 리그 1치앙마이 FC
주진학의 선수 생활은 순조로웠으나, 2011년 집에서 뒤늦게 군 입대 영장을 발견하게 되어 3주 뒤에 입대를 해야하는 상황에 놓이게 되었다. 수원 FC의 감독은 군 제대 이후 복귀를 제안하였으나, 주진학은 현역 생활중의 입대는 피하고 싶어 예전부터 이적 제의가 있었던 타이 리그 1의 축구팀으로 2배의 연봉으로 이적하게 되었다. 당시 수원 FC에 체류시 자동으로 K리그로 등록될 수 있었던 기회를 군대로 인해 계약해지를 하게 된것은 아쉬움으로 남는다.

### 은퇴
태국 리그중 무릎 부상을 당했는데 시즌 마무리를 위하여 즉각적인 수술을 받지 않았다. 결국, 시즌을 마무리 한 뒤에 한국에서 수술을 받았는데, 당시 연골판과 연골들이 70대 수준이어서 결국 연골판 이식수술까지 받게 되었다. 이후 복귀를 시도하였으나, 더 이상 선수생활이 불가능한 무릎이 되어 28살의 나이로 은퇴했다.

## 경력
- 제 57회 경기도 체육대회 축구 금메달 (2011년)
- 대한생명 내셔널리그 통합우승 (2010년 )
- 대한생면 내셔널리그 후기리그 준우승 (2010년)
- 제56회 경기도 체육대회 축구 은메달 (2010년)
- 교보생명 내셔널리그 후기리그 준우승 (2009년)
- 교보생명 내셔널리그 통합1위 (2009년)
- KB국민은행 내셔널리그 챔피언결정전 준우승 (2008년)
- KB국민은행 내셔널리그 후기리그 우승 (2008년)
- 제54회 경기도 체육대회 금메달 (2008년)
- KB국민은행 네셔널리그 챔피언결정전  준우승 (2007년)
- KB국민은행 네셔널리그 후기리그   우승 (2007년)
- 제88회 전국체육대회 축구 은메달 (2007년)
- 한국수력원자력 2007 네셔널축구 선수권대회  우승 (2007년)
- 제53회 경기도 체육대회 금메달 (2007년)
- 제55회 대통령배 전국축구대회  우승 (2007년)

## 플레이 스타일
박스투박스 미드필더로 센스있는 볼 컨트롤과 뛰어난 체력이 강점이었다. 수원시청에서는 주진학의 역할을 젠나로 가투소와 같은 스타일로 정하여 4-3-3 위치에서 수비형 미드필드로서 강한 맨투맨으로 활용했다.